# Cauda (aviação)
Cauda ou Rabo é a parte traseira de um avião ou helicóptero. Em aviões de carga a cauda inclui a existência de uma rampa, denominada "rampa traseira", que facilita a entrada e saída de cargas do avião.
É na cauda que se encontra o profundor e o estabilizador vertical das aeronaves. Já nos helicopteros, é na cauda que se encontra o rotor de cauda, que permite a aeronave girar na posição horizontal.

## Rampa

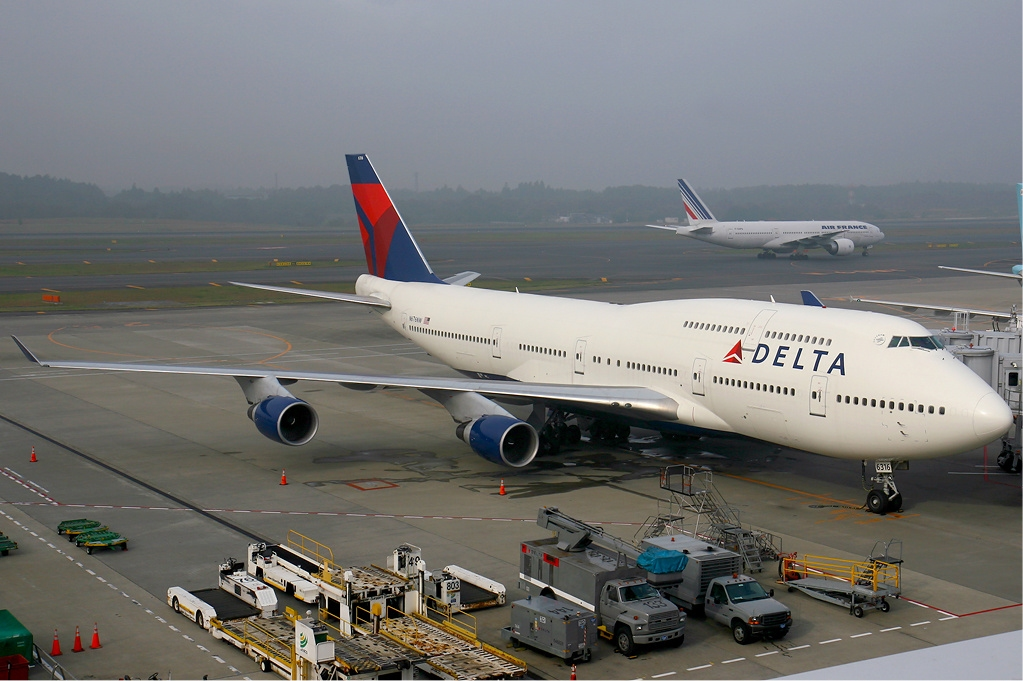
Boeing 747, aeronave de carga e passageiros.

Os aviões de carga de pequeno ou grande porte apresentam geralmente uma rampa hidráulica que facilita o carregamento e descarregamento de cargas pesadas. Este tipo de rampa é também comum de se encontrar em aviões militares, e tem a função de lançar suplementos, paraquedistas e veículos militares, em missões de resgate, apoio ou guerra.
Aviões de carga como o Antonov An-225 ou o Airbus Beluga têm a capacidade de facilitar a entrada de carga através da abertura do nariz, a abertura da frente da aeronave é uma 'porta' muito maior que a rampa traseira. Esta particularidade dos aviões permite-lhes o transporte desde de carruagens de comboio até outros aviões menores.

## Curiosidade
Resultados de testes indicaram que, na eventualidade de um avião impactar com o bico no solo, a cauda é a parte mais segura da aeronave para se sobreviver. A explicação para este fato reside na menor força de impacto que se sente na traseira.